# سوزی لیگات

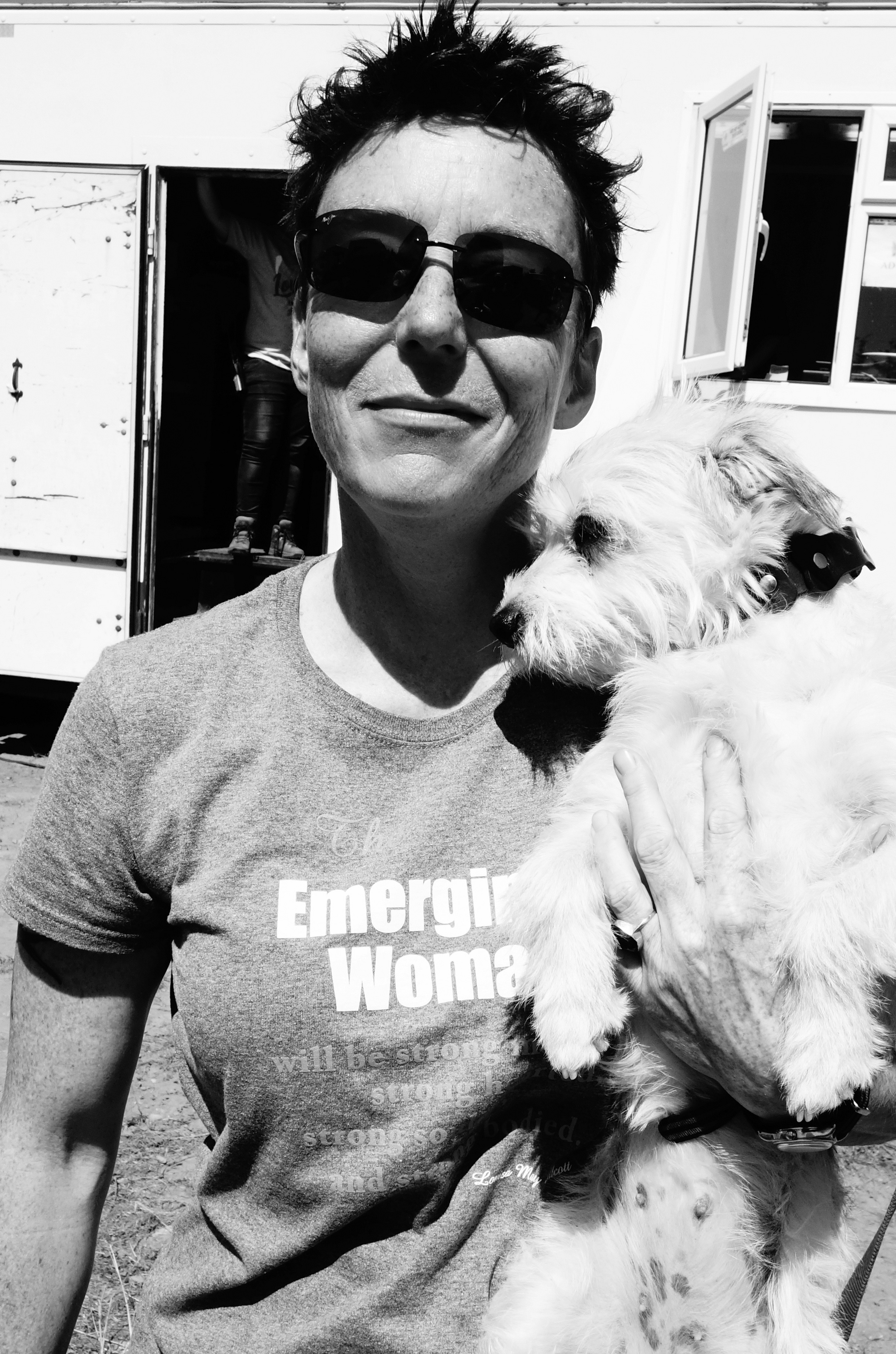
سوزی لیگات

سوزی لیگات (انگلیسی: Susie Liggat) تهیه‌کننده تلویزیونی اهل بریتانیا است.
از فیلم‌ها یا مجموعه‌های تلویزیونی که وی در آن‌ها نقش داشته‌است، می‌توان به ماجراهای سارا جین، دکتر هو (فصل سوم و چهارم) و شوکرتاون اشاره نمود.